# Bin-jip
Bin-jip (título internacional em inglês: 3-Iron / bra: A Casa Vazia; prt: Ferro 3) é um filme produzido pela Coreia do Sul e Japão de 2004, do gênero drama, diirigido por Kim Ki-duk.

## Elenco
- Seung-yeon Lee .... Sun-hwa
- Hyun-kyoon Lee .... Tae-suk
- Hyuk-ho Kwon .... Min-gyu
- Jeong-ho Choi
- Ju-seok Lee
- Mi-suk Lee
- Sung-hyuk Moon
- Jee-ah Park
- Jae-yong Jang
- Dah-hae Lee
- Han Kim
- Se-jin Park
- Dong-jin Park
- Jong-su Lee
- Ui-soo Lee

## Recepção crítica
O agregador de críticas Rotten Tomatoes dá um percentual de 87% baseado em 91 críticas ao filme, com uma média de 7,4/10. No Metacritic, o filme tem uma média de 72/100. O filme arrecadou US$ 241 914 na América do Norte e US$ 3 403 957 no mundo todo.

## Prêmios e indicações
| Ano                      | Festival                                              | Categoria                           | Resultado |
| ------------------------ | ----------------------------------------------------- | ----------------------------------- | --------- |
| 2004                     | Festival Internacional de Cinema de Veneza            | Melhor Diretor                      |           |
| 2004                     | FIPRESCI                                              | Melhor Filme                        | Ganhou    |
| 2004                     | Prêmio Little Golden Lion                             |                                     | Ganhou    |
| 2004                     | Prêmio SIGNIS                                         |                                     | Ganhou    |
| 2004                     | Prêmio Golden Lion                                    |                                     | Nomeado   |
| 2004                     | Semana Internacional de Cine de Valladolid            | Golden Spike Award (Melhor Filme)   | Ganhou    |
| 2004                     | Festival Internacional de Cinema de Busan             | Rede de Promoção ao Cinema Asiático | Ganhou    |
| 2005                     | Premio David di Donatello                             |                                     | Nomeado   |
| 2005                     | Sindicato Nacional dos Jornalistas de Cinema Italiano | Nastro d'Argento                    | Nomeado   |
| 2005                     | Festival Internacional de Cinema de San Sebastián     | FIPRESCI Filme do Ano               | Ganhou    |
| 2006                     | Sindicato de Críticos de Cinema Bélgio                | Grand Prix                          | Ganhou    |
| Blue Dragon Film Awards  |                                                       |                                     |           |
| 2004                     | Blue Dragon Film Awards                               | Melhor Ator Estreante - Jae Hee     | Ganhou    |
| 2004                     | Blue Dragon Film Awards                               | Melhor Director - Kim Ki-duk        | Nomeado   |
| Korean Film Awards       |                                                       |                                     |           |
| 2004                     | Korean Film Awards                                    | Melhor Filme                        | Nomeado   |
| 2004                     | Korean Film Awards                                    | Melhor Director - Kim Ki-duk        | Nomeado   |
| 2004                     | Korean Film Awards                                    | Melhor Roteiro - Kim Ki-duk         | Nomeado   |
| 41º Prêmio Paeksang Arts |                                                       |                                     |           |
| 2005                     | 41º Prêmio Paeksang Arts                              | Melhor Filme                        | Nomeado   |
| 2005                     | 41º Prêmio Paeksang Arts                              | Melhor Diretor - Kim Ki-duk         | Nomeado   |
| 2005                     | 41º Prêmio Paeksang Arts                              | Melhor Ator Estreante - Jae Hee     | Nomeado   |